# Domaine de George Sand
Le domaine de George Sand — souvent désigné par la simple appellation de maison de George Sand ou château de Nohant — est un château du XVIIIe siècle, situé à Nohant-Vic, à environ trente kilomètres de Châteauroux.
La demeure de la romancière George Sand (1804-1876) est la propriété de l'État depuis le 6 octobre 1952, à la suite de la donation du domaine par Aurore Lauth-Sand, petite-fille de l'écrivain. Le château et l'ensemble du domaine avec son jardin, son cimetière, ses dépendances et les deux prés, dénommés Pré Pile et Pré des Clous, sont classés au titre des monuments historiques par arrêté en date du 22 décembre 1952.
Le parc de six hectares était classé par le ministère de la Culture au titre de jardin remarquable et le château transformé en musée est labellisé Maisons des Illustres. L'ensemble, ouvert au public, est géré par le Centre des monuments nationaux.

## Historique

### Les seigneurs de Nohant
Le village de « Nohan », suivant l'ancienne orthographe de la commune, est mentionné dans les chroniques françaises dès 1228. Un premier château fort occupe les lieux, possession de la famille Hugues, seigneurs de Nohant. Le château dépend en 1320 de la seigneurie de Saint-Chartier. La descendante, Jeanne de Nohant, fille de Hugues III et de Luque de Barmont, épouse en 1393, Josselin II de Villelume ou Josseaume de Villelume. Ce dernier prend part aux guerres franco-anglaises dans le centre de la France. Nohant entre donc dans cette nouvelle famille, comme l'atteste un parchemin en date du 13 août 1393.
Leur petit-fils, Charles de Villelume, seigneur de Nohant et La Roche-Othon, reconstruit le château entre 1450 et 1452, en l'entourant de fossés et de fortifications. Aux générations suivantes, le château se transmet au gré des successions, ventes ou donations.
Le 10 novembre 1767, la terre et la maison sont achetées par Pierre Philippe Pearron, comte de Serennes et gouverneur de Vierzon pour 78 600 livres au maréchal Claude-Guillaume Testu, marquis de Balincourt, propriétaire de Nohant depuis 1719. La première tâche du comte de Serennes est de démolir les remparts du château et faire bâtir l'actuelle propriété à l'emplacement de la forteresse féodale. Il ne subsiste que les deux tours intégrées dans la ferme, visibles encore aujourd'hui. Les travaux sont terminés vers 1775 et le bâtiment est de style classique.

### Madame Dupin de Francueil
Au cours de la Révolution française, le 23 août 1793, Marie-Aurore Dupin de Francueil, fille naturelle du maréchal Maurice de Saxe et petite-fille d'Auguste II, roi de Pologne, achète la demeure pour 230 000 livres et l'entoure d'un vaste parc.
Elle agrandit le domaine par l'acquisition de nouvelles terres et fermes, qui couvre à présent 240 hectares. Emprisonnée à Paris sous la Terreur, Marie-Aurore de Saxe s'installe définitivement au Berry au début du mois de septembre 1794, après sa libération. En 1802, Madame Dupin de Francueil décide des aménagements intérieurs et fait construire l'escalier en pierre en remplacement de l'ancien, pour accéder au premier étage. En 1808, les fossés sont comblés et les vieux murs qui entourent le château sont démolis.
En 1815, Marie-Aurore reçoit au château de Nohant un hôte de marque, le général Alphonse de Colbert (1776-1843).

### George Sand

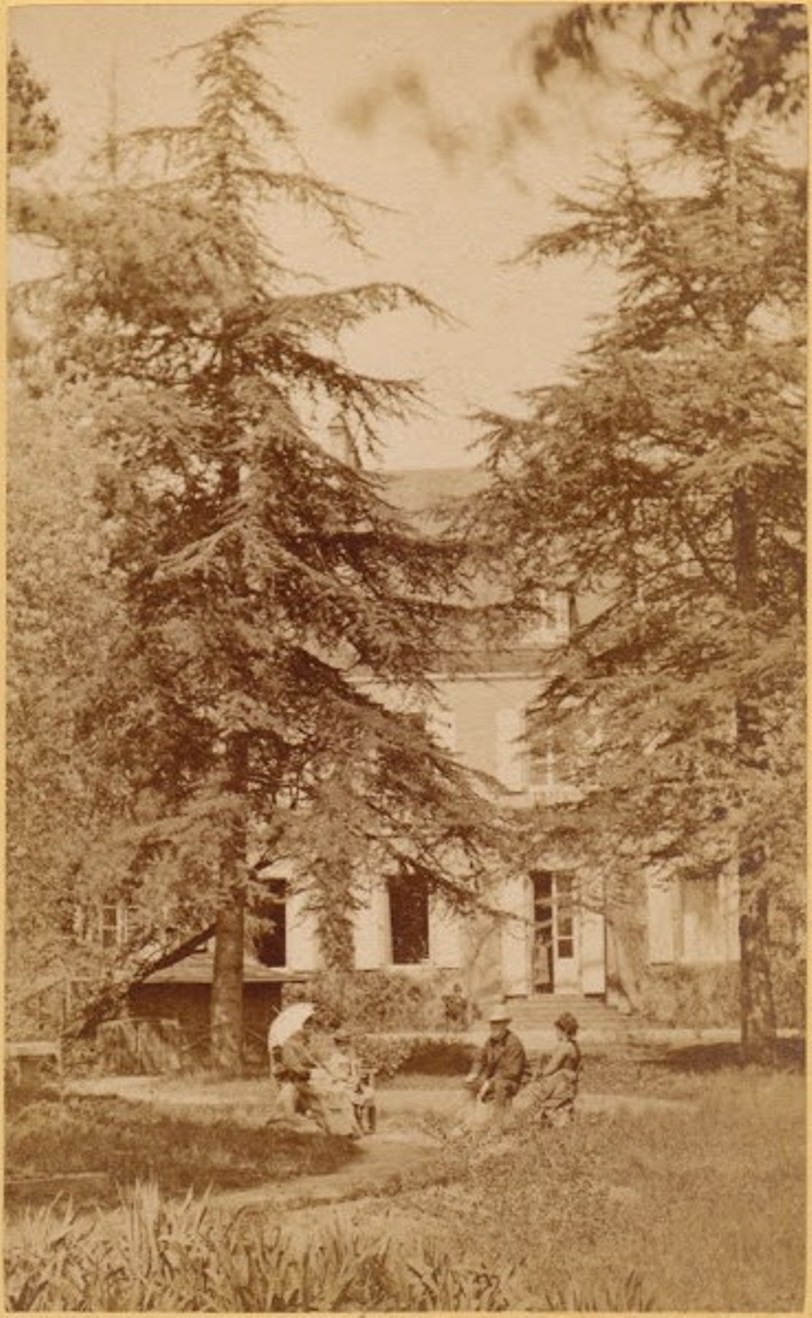
George Sand sous une ombrelle, entourée de ses deux petites-filles, Aurore et Gabrielle, et en face son fils Maurice Sand avec son épouse Lina Calamatta.

La petite-fille de Marie-Aurore de Saxe, Aurore Dupin et future George Sand, découvre pour la première fois Nohant, à son retour d'Espagne avec ses parents, à la fin du mois de juillet 1808. Malheureusement, ce premier séjour est marqué par la mort de son petit frère le 8 septembre et la disparition accidentelle de son père, Maurice Dupin de Francueil, le 16 septembre suivant. Marie-Aurore de Saxe devient la tutrice d'Aurore qui passe son enfance dans le domaine. Par la suite, Aurore, adolescente, est partagée entre Paris et Nohant.
Aurore hérite du domaine familial au décès de sa grand-mère qui survient le 26 décembre 1821 à Nohant. Elle fait de fréquents séjours dans le Berry durant toute sa vie puis s'installe définitivement à Nohant, en 1853, bien qu'elle continue de séjourner à Paris ou s'installe à Palaiseau en 1864 avec son ami, Alexandre Manceau. George Sand trouve son inspiration dans le décor champêtre de Nohant et ses environs, pour écrire la majeure partie de son œuvre. Elle aime jardiner et étudier la botanique.
George Sand établit en 1847 un théâtre de marionnettes. Son fils Maurice peint les décors et sculpte les têtes des marionnettes que sa mère habille. Un second théâtre est créé en 1849 et plus de deux-cents pièces sont jouées à Nohant, entre 1850 et 1875. George Sand fait pratiquer deux ouvertures sur le toit de la maison en 1852 avec des chiens-assis, afin d'apporter la luminosité nécessaire au grand atelier de Maurice, installé dans les combles. Elle reçoit ses amis écrivains et musiciens, notamment Franz Liszt, Marie d'Agoult, Honoré de Balzac, Alexandre Dumas fils, Frédéric Chopin, Gustave Flaubert ou Eugène Delacroix. Ce dernier possède au demeurant, son atelier d'artiste. Son premier séjour à Nohant date de 1842 et il trouve dans cet endroit un cadre stimulant à ses inspirations. Il réalise plusieurs œuvres de cet environnement naturel dont des vues du parc de Nohant. La toile L'Éducation de la Vierge est également peinte à cette occasion.
George Sand meurt dans son château de Nohant, le jeudi 8 juin 1876 et repose dans le petit cimetière familial du domaine, à l'ombre d'un if centenaire, en bordure du jardin.
Plus d'un siècle plus tard, George Sand et son domaine inspirent le poète Carl Norac, qui commence un poème sur ces mots : « À Nohant, George écrit la nuit ».

### Postérité

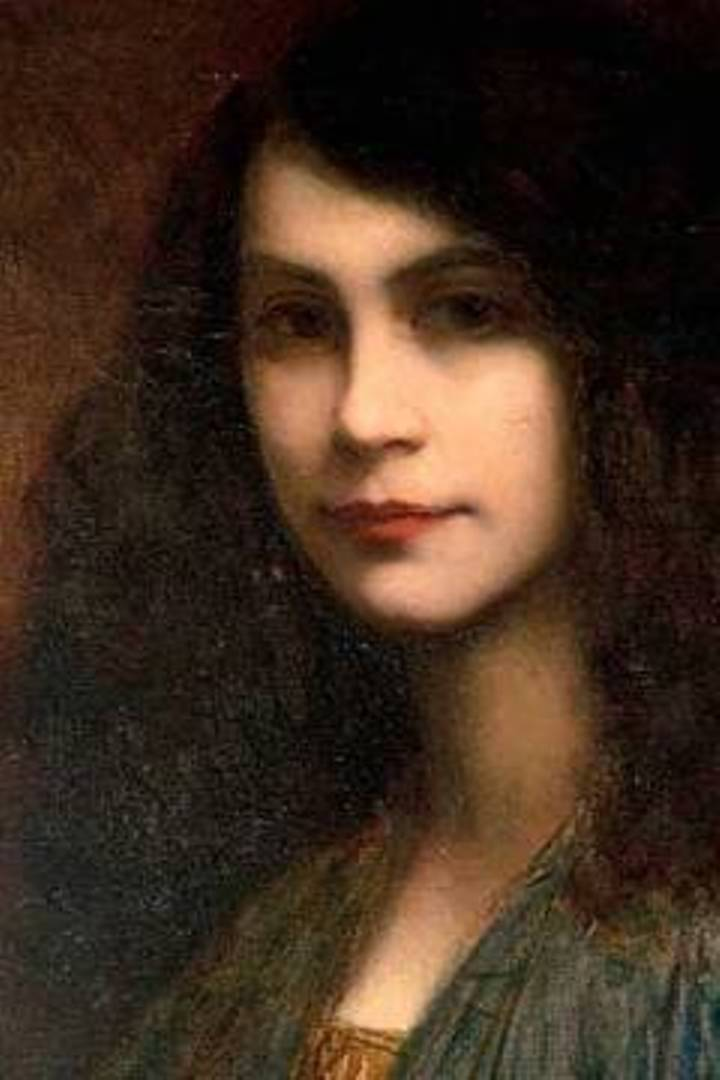
Détail du portrait d'Aurore Lauth-Sand à Nohant.

Maurice Dudevant-Sand (1823-1889) devient l'unique propriétaire de Nohant, suivant le testament de sa mère en date du 17 juillet 1847 et confirmé le 23 mars 1876, au détriment de sa sœur Solange Sand (1828-1899).
Après le décès de Maurice à Nohant le 4 septembre 1889, le domaine passa à sa veuve, Lina Calamatta (1842-1901) puis à la seconde fille du couple, Gabrielle Dudevant-Sand (1868-1909). La parfaite entente entre les deux petites-filles de George Sand, Aurore et Gabrielle, permet en effet le partage des biens. Gabrielle, très attachée à la terre de Nohant, obtient le château, mais elle meurt prématurément des suites d'une terrible maladie à l'âge de 41 ans, le 27 juin 1909 à Nohant.
Le domaine revient alors à sa sœur Aurore Dudevant-Sand (1866-1961), épouse de Frédéric Lauth, artiste-peintre. Sans postérité, Aurore met tout en œuvre pour sauvegarder le domaine familial et déjà en 1908 sa sœur avait fait les démarches nécessaires auprès de l'Académie française. L'institution accepte le legs mais par la suite, décline l'offre. La même approche auprès du conseil général du département de l'Indre n'a pas plus de succès. Cette demeure est fort dispendieuse en entretien et réparations.
Aurore a plus de chance auprès de l'État et le 6 octobre 1952, l'acte de donation est signé à Paris ; une des principales clauses stipule que Aurore Lauth-Sand conserve la jouissance de Nohant jusqu'à sa mort, survenue au château le 15 septembre 1961.
Le château et son parc deviennent donc la propriété de l'État, classés au titre des monuments historiques par arrêté en date du 22 décembre 1952 et font l'objet d'une restauration minutieuse. La demeure, qui conserve le mobilier et les objets de George Sand, est gérée par le Centre des monuments nationaux.

Le château de Nohant.
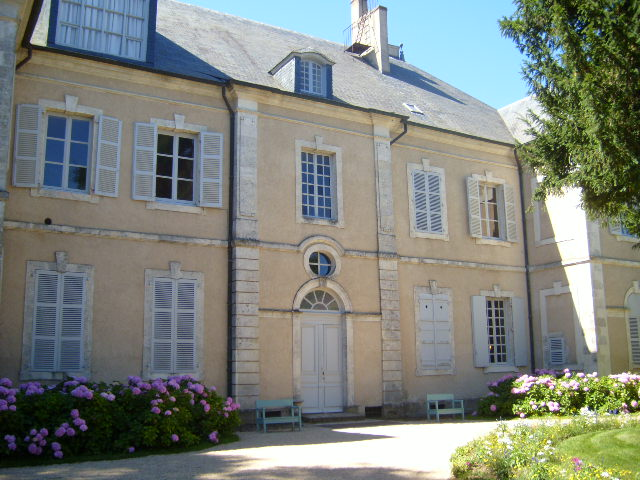
Vue d'une partie de la maison de George Sand.
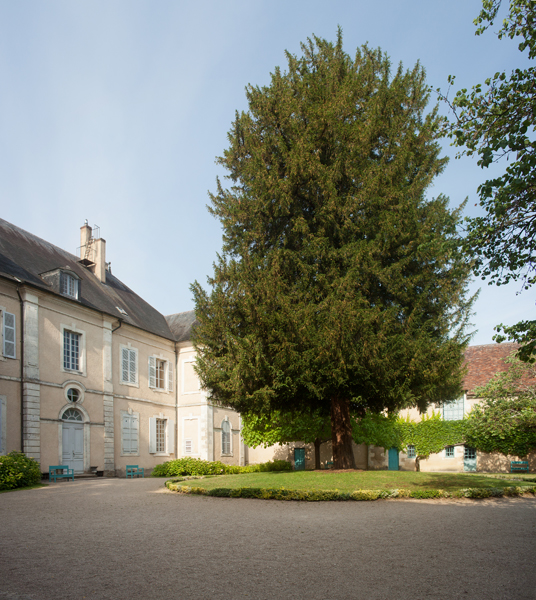
L'entrée principale.
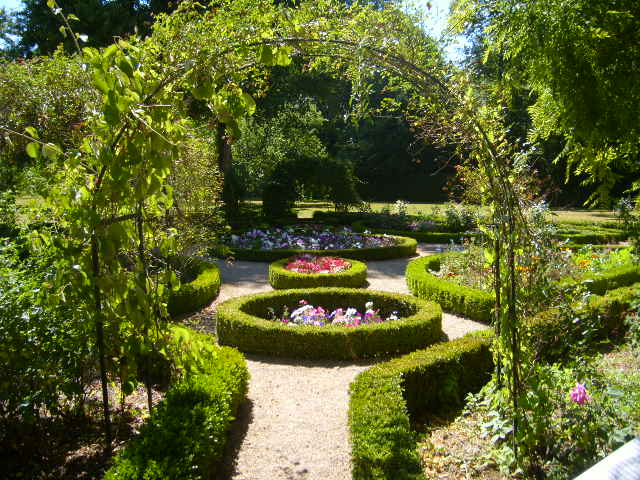
Une allée du jardin de George Sand.
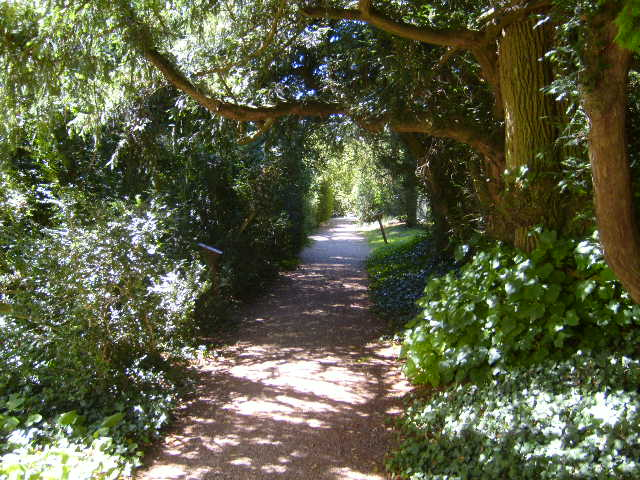
Le sentier du parc à l'anglaise.

## Intérieurs
La maison de George Sand a subi au cours des décennies de nombreuses transformations et travaux de modernisation par ses propriétaires successifs. Les aménagements intérieurs principaux et les décors sont décidés par George Sand, mais ses petites-filles, Aurore et Gabrielle, apportent également des modifications. Aux différents remaniements, s'ajoutent aujourd'hui la mise aux normes, notamment sur le plan de la sécurité, l'installation électrique, la distribution du chauffage et l'adaptation du bâtiment face à la fréquentation du public.

### Le rez-de-chaussée
Une cour d'honneur précède le château. Au rez-de-chaussée, côté Nord, on entre par le vestibule, où un escalier de pierre a été ajouté en 1802 par Marie Aurore Dupin de Francueil pendant ses travaux de réaménagement. Le dallage en noir et blanc date peut-être du bâtiment féodal. Par la suite, l'entrée est décorée dans des tons pastel rose et bleu par Maurice Sand, élève de Delacroix.
Dans le vestibule est exposé un grand tableau de Vicente Santaolaria représentant en pied Aurore Lauth-Sand, dernière occupante de la maison.
À gauche du vestibule se trouvent la garde-robe et les deux théâtres. L'actuel théâtre des adultes était auparavant la chambre de Casimir Dudevant, qui y a logé de 1822 à 1836. La pièce a été aménagée en théâtre en 1850 et a pu dès lors accueillir une cinquantaine de spectateurs. Le second théâtre, situé dans la même pièce, est un castelet abritant un théâtre de marionnettes et installé en 1854. Maurice Sand écrit des pièces pour enfants à destination du théâtre de marionnettes et fabrique lui-même les marionnettes, dont les costumes sont cousus par George Sand, assistée ensuite par Lina Sand. Au fil des années, de très nombreuses marionnettes sont ainsi fabriquées, représentant toutes les couches de la société ainsi que de très nombreux pays et époques (dont le Moyen-Orient et l'Antiquité romaine). Maurice Sand écrit et met en scène de nombreux spectacles de marionnettes pendant près de quarante ans. Il en assure aussi les bruitages.
À droite du vestibule se trouvent une salle de bains, la cuisine, le cellier et le lavoir.
La cuisine est le « centre vital » de la maison : elle accueillait une dizaine de domestiques, ainsi que le valet de Chopin pendant la liaison entre le compositeur et l'écrivaine, mais George Sand elle-même aimait passer du temps et prenait parfois part à la cuisine. La pièce est meublée dans un style rustique et dispose d'une collection de cuivres et de poteries du Berry. Près d'une des fenêtres se trouve un potager, un meuble permettant de garder les plats chauds. En 1851, George Sand fait installer dans la cuisine un fourneau économique ainsi qu'un calorifère.

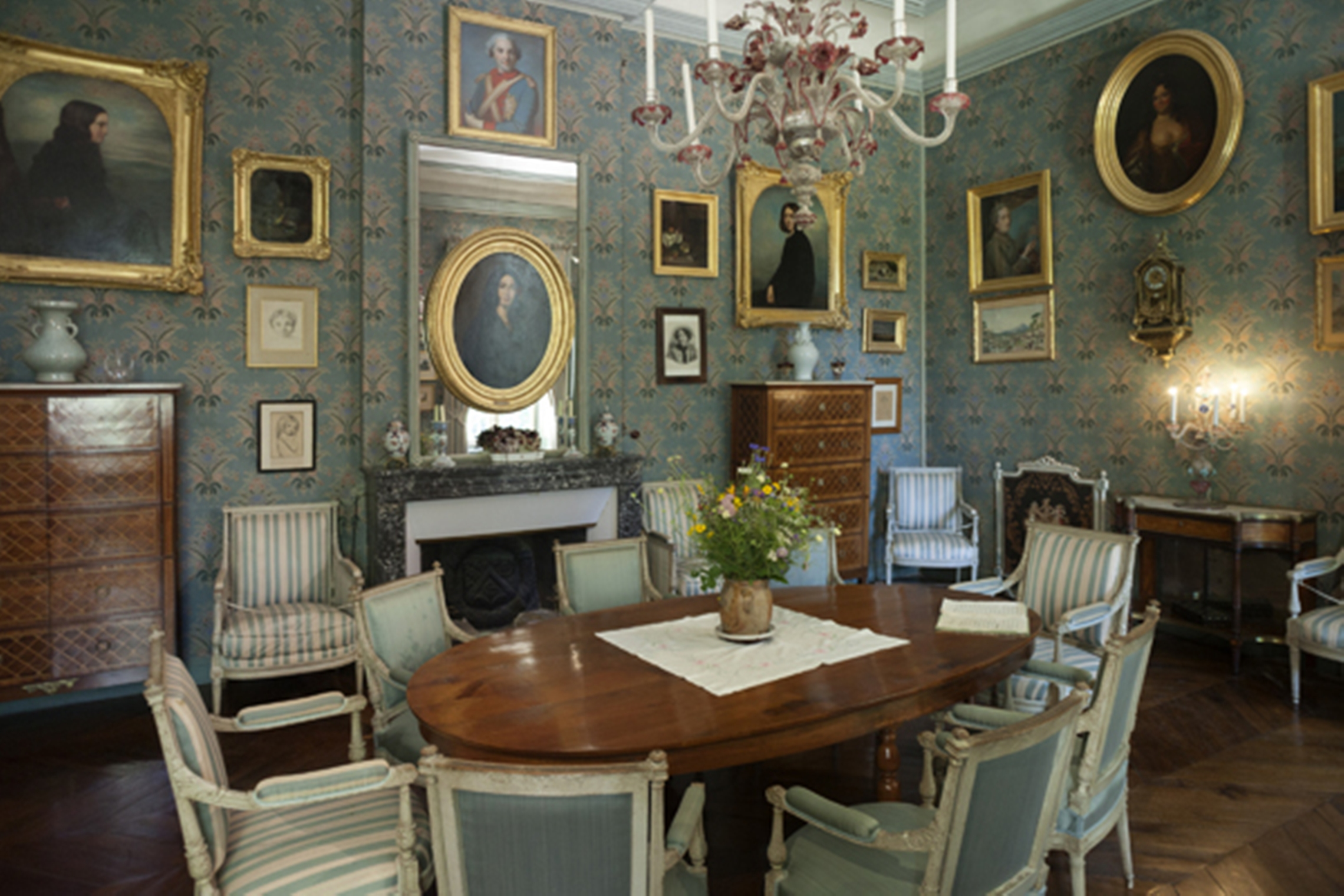
Le grand salon de George Sand au domaine de Nohant.

Côté Sud, de droite à gauche, se trouvent le grand salon, la salle à manger, la chambre d'Aurore de Saxe, le boudoir (qui sert de cabinet de travail et de chambre à George au début de sa carrière) et un cabinet de toilette. Le grand salon, décoré de papiers peints bleutés à motifs fleuris et pourvu d'une cheminée, est orné des portraits familiaux. C'est là que George Sand réunissait ses amis. Plusieurs meubles sont remarquables, comme la grande table ovale entourée de fauteuils Louis XVI. Adossé au mur à droite de la porte se trouve un piano acheté à Pleyel en 1849 (il n'a pas été utilisé par Frédéric Chopin).
La salle à manger est la pièce centrale du rez-de-chaussée. Elle s'ouvre sur l'extérieur où l'on accède par un perron. Cette pièce est décorée de boiseries peintes en gris et est éclairée par un magnifique lustre en verre de Murano où domine la couleur bleue, la couleur préférée de George Sand. La table conservée au XXIe siècle reflète l'état de la pièce au temps d'Aurore Loth-Sand, dernière habitante de la maison. Les assiettes en porcelaine de Creil-Montereau sont spécialement choisies par la romancière et les verres en cristal jaune et bleu offerts par Frédéric Chopin. Une fontaine murale en faïence orne l'un des murs face aux fenêtres. Aux murs sont exposées six des douze gravures réalisées par Maurice Sand pour illustrer les Légendes rustiques de George Sand, qui préservent les récits relatés par les paysans du Berry à la veillée. Les six autres gravures se trouvent dans l'atelier de Maurice Sand.
La chambre d'Aurore de Saxe, à décoration rose, est la seule chambre du rez-de-chaussée ; Marie-Aurore Dupin de Francueil l'occupa jusqu'à sa mort. George Sand y habite au début de son mariage, de 1822 à 1837. Après la naissance de Solange en 1828, quand George fait chambre à part  de son époux, la chambre accueille les deux enfants de George, Maurice et Solange.
Plus tard encore, George utilise la pièce comme chambre d'amis et y loge ses invités, notamment Franz Liszt, Marie d'Agoult, Eugène Delacroix et Pauline Viardot.
Le boudoir attenant à la chambre d'Aurore de Saxe est une petite pièce que George Sand utilise comme bureau la nuit. Lorsqu'elle fait chambre à part de son mari après la naissance de sa fille Solange en 1828, elle s'installe dans cette petite pièce afin de pouvoir veiller sur ses deux enfants installés dans la chambre voisine. Dans l’Histoire de ma vie (IV, 12), elle écrit : « Ce petit boudoir était si petit qu'avec mes livres, mes herbiers, mes papillons et mes cailloux, il n'y avait pas de place pour un lit. J'y suppléais par un hamac. Je faisais mon bureau d'une armoire qui s'ouvrait en manière de secrétaire et qu'un cricri [un grillon], que l'habitude de me voir avait apprivoisé, occupa longtemps avec moi. » Plus tard, à partir de 1867, George Sand se fait aménager une chambre et un bureau plus spacieux au premier étage.
Le cabinet de toilette, au sol couvert de carrelage brun, est équipé de d'armoires et de commodes en bois, et est éclairé par une petite fenêtre.

Le rez-de-chaussée.
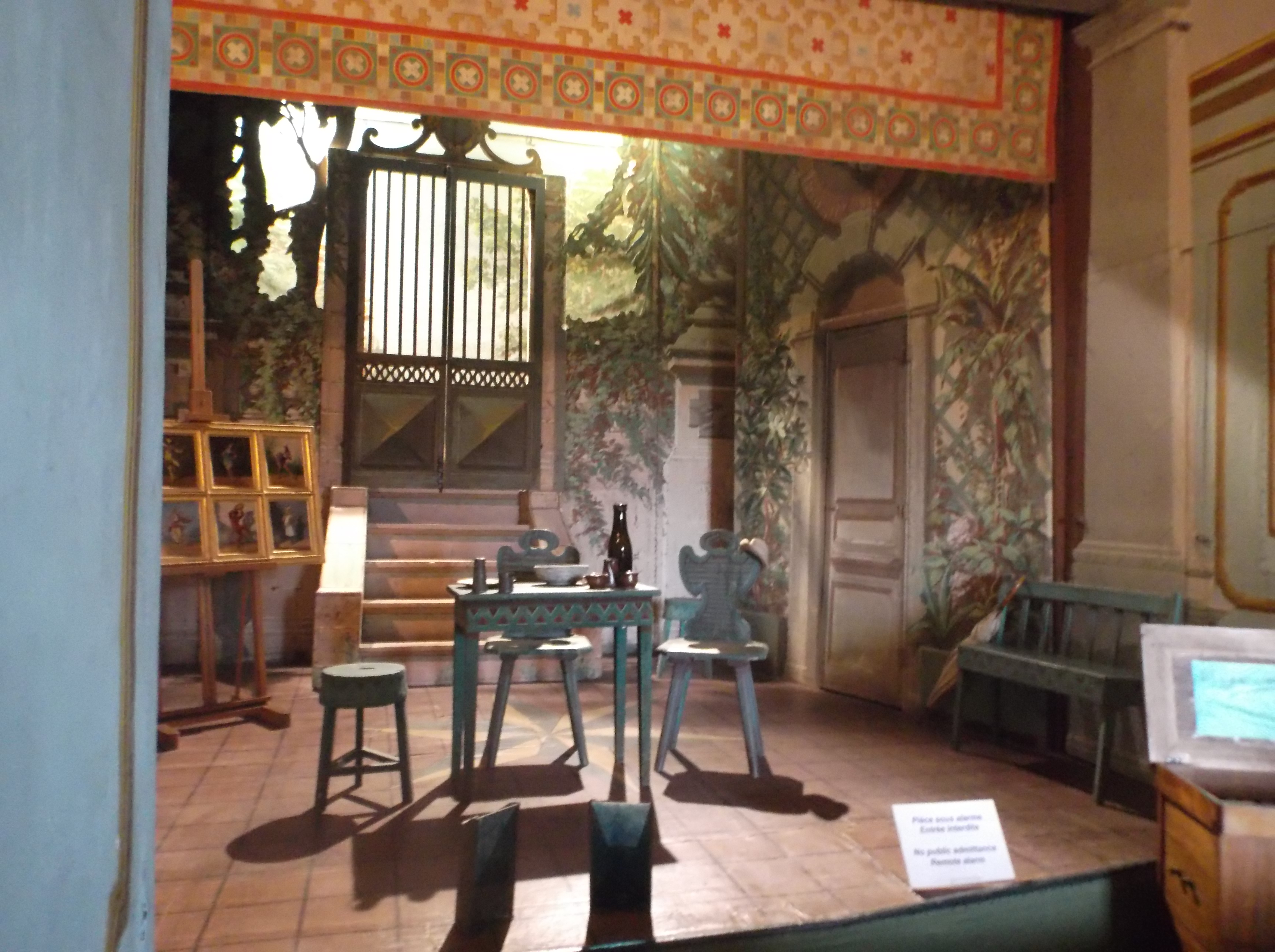
Le théâtre installé en 1850.
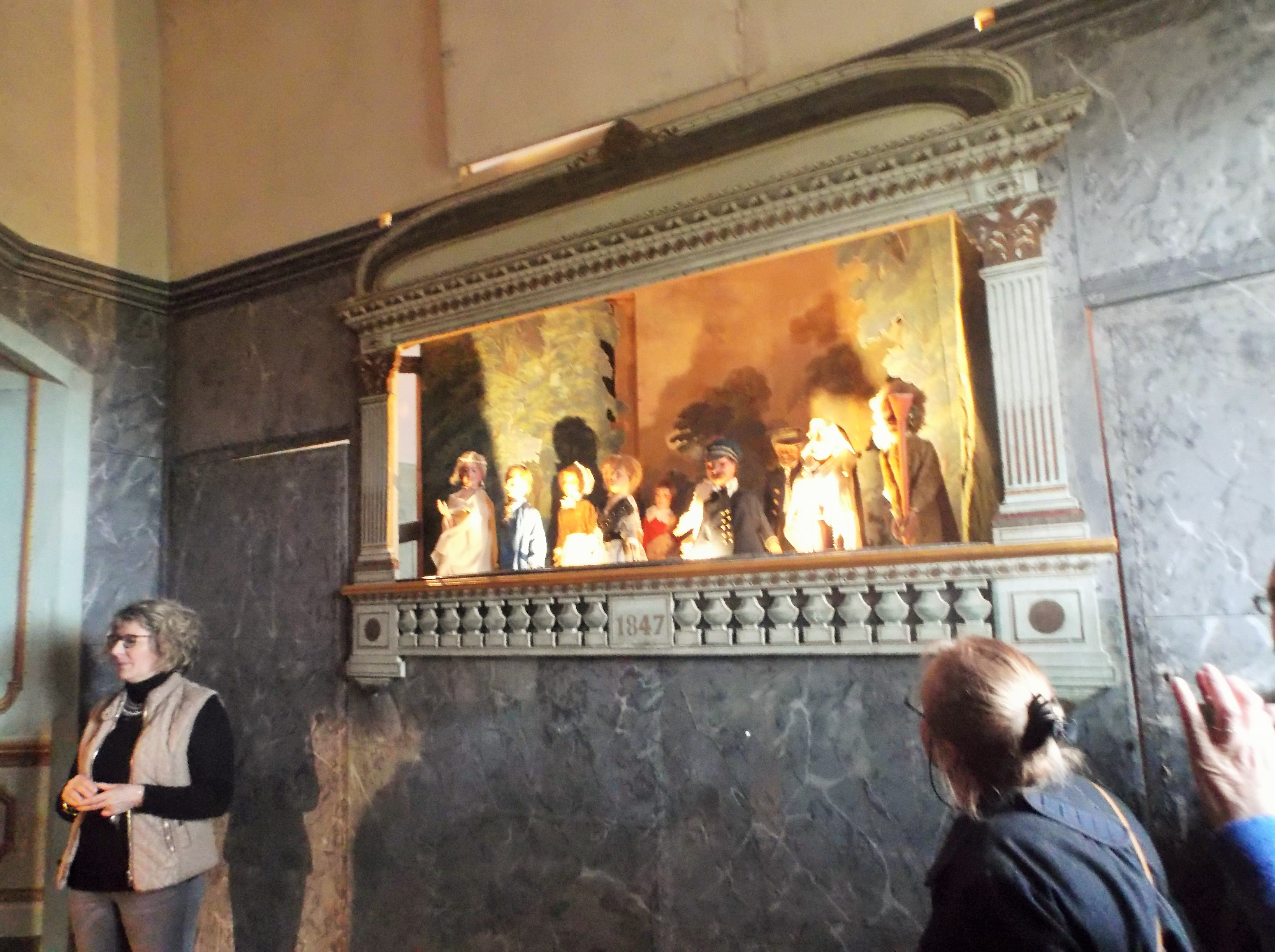
Le castelet des marionnettes installé en 1854.
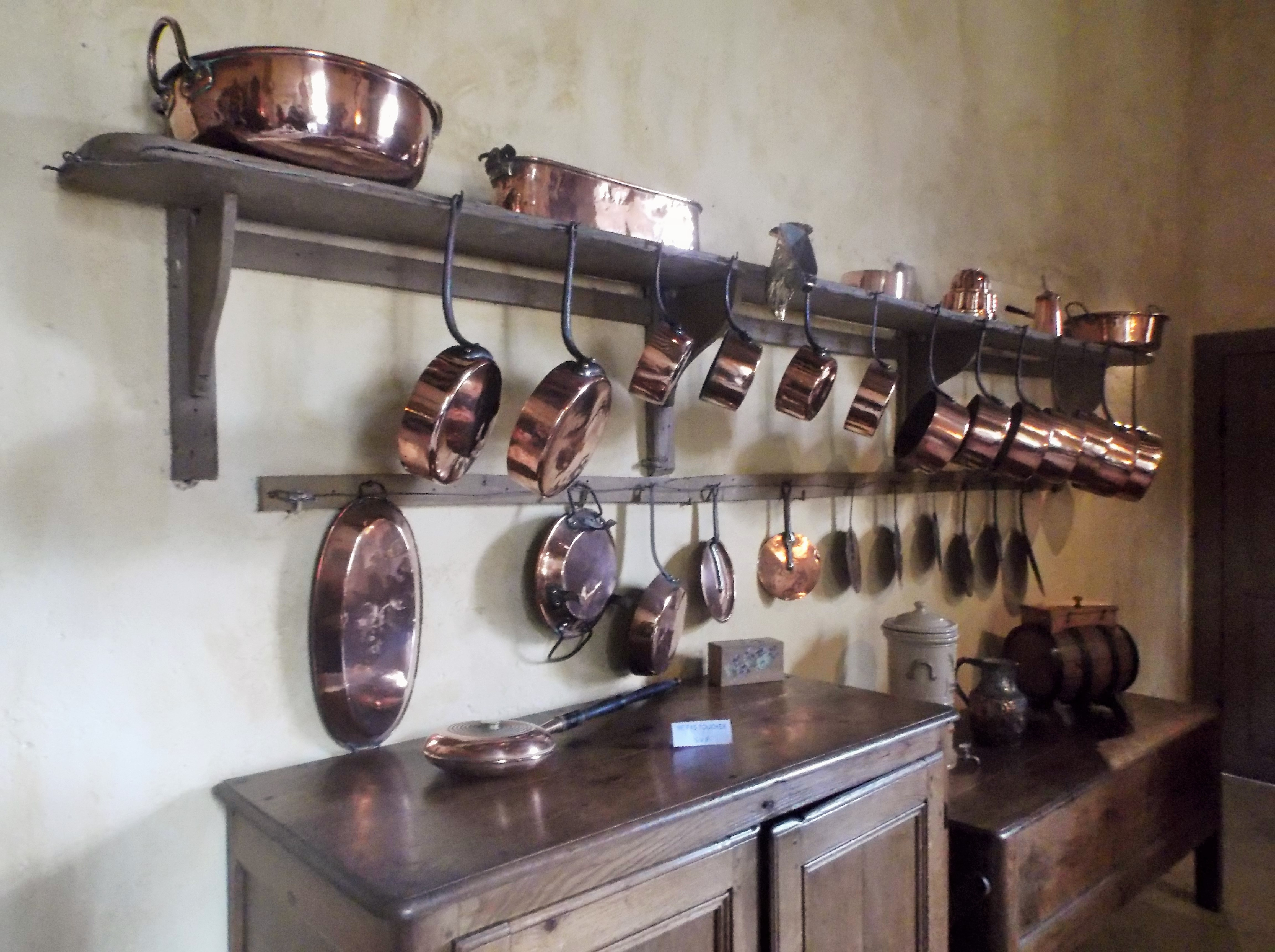
Les cuivres dans la cuisine.
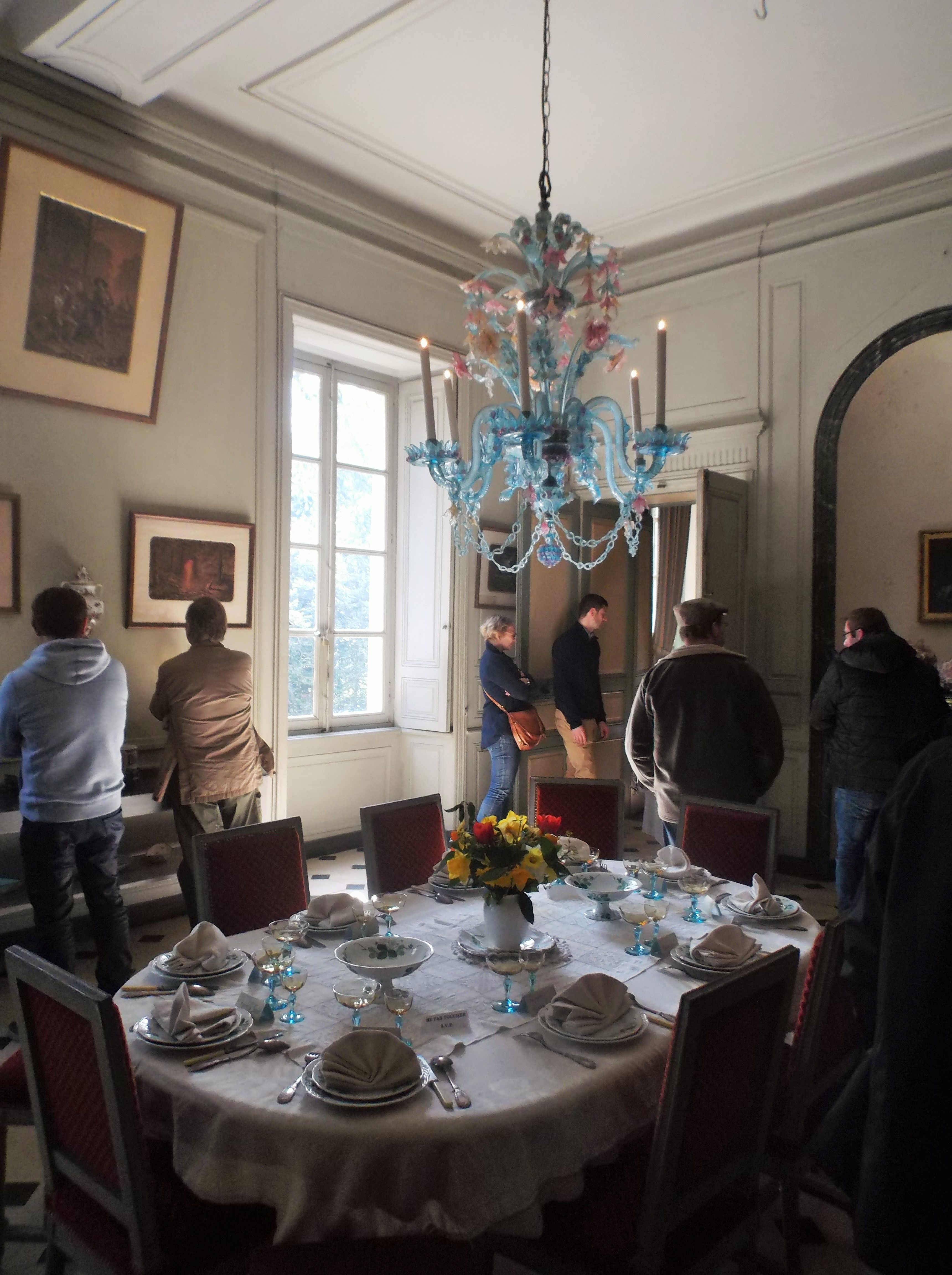
La salle à manger.
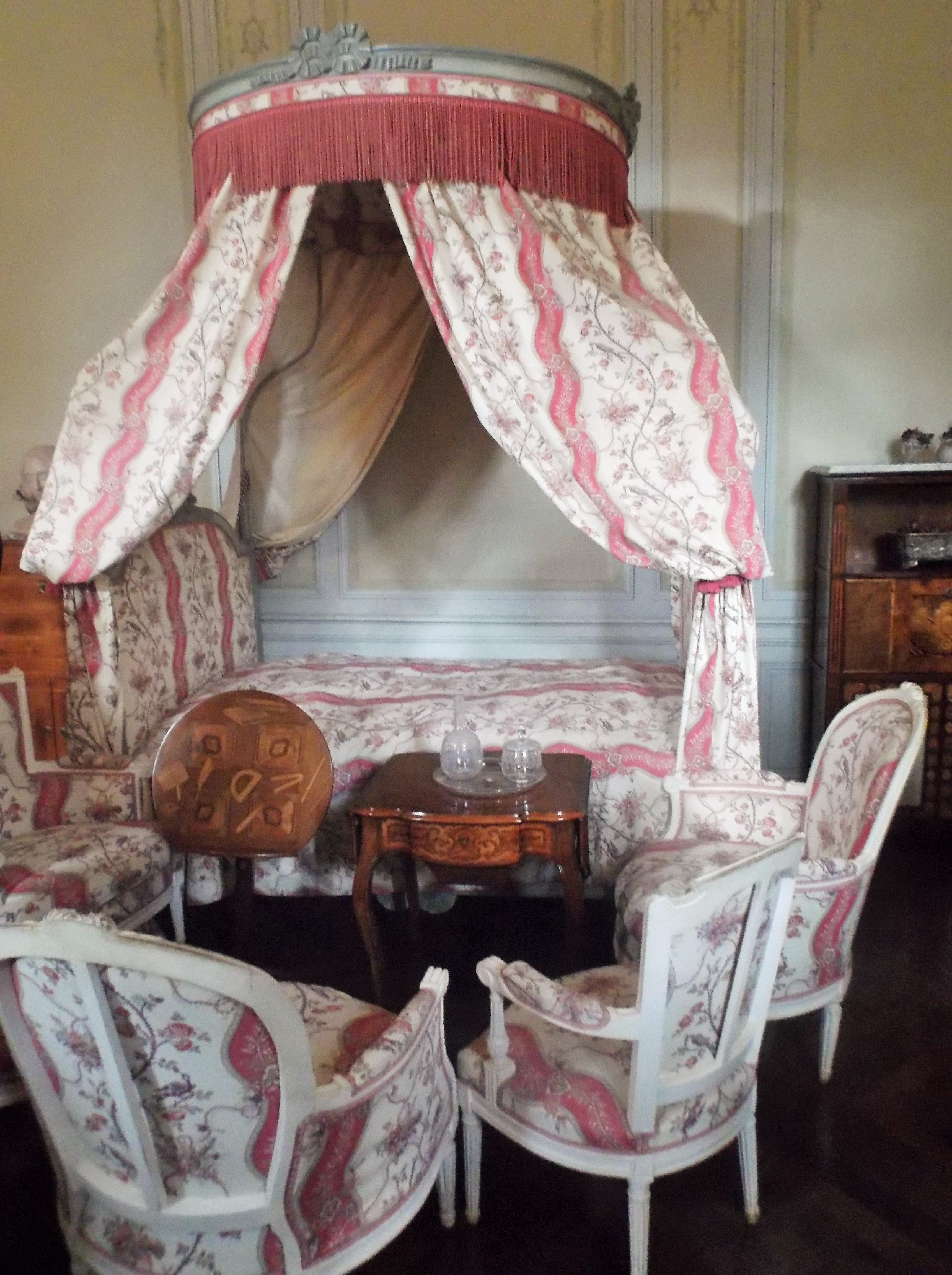
La chambre de Marie-Aurore Dupin de Francueil.

### Le premier étage
Le grand escalier créé par Madame Dupin de Francueil en 1802, éclairé par un œil-de-bœuf et une grande fenêtre, conduit jusqu'au premier étage. Sur la partie Nord, de gauche à droite : un cabinet de toilette, la chambre de Lina Dudevant-Sand et celle d'Edmond Planchut, l'ami de la famille.
De part et d'autre du grand escalier, deux petites chambres. À droite, la chambre dite « des Papillons », une petite chambre, et celle dite « Tour du Nord ».
La partie Sud est occupée par le cabinet de toilette de Gabrielle Sand et par une ancienne garde-robe. Au Sud-Est se trouve la « chambre d'Aurore », occupée par George Sand avant son mariage, puis pendant la période où elle fait chambre à part avec son mari. Elle devient ensuite la chambre de Gabrielle Sand de 1892 à sa mort en 1909, puis devient celle de la sœur aînée de Gabrielle, Aurore Lauth-Sand, de 1909 à sa mort en 1961. La décoration actuelle à thème japonais a été ajoutée par Gabrielle Sand, passionnée par l'Extrême-Orient. Les papiers peints à motifs représentant des oiseaux échassiers et le mobilier en bambou, autre évocation asiatique très à la mode dans les intérieurs bourgeois depuis la fin du XIXe siècle, de style Art déco, ont été restaurés en 1998.
Les deux pièces occupées par le bureau de George Sand et par un cabinet d'archives ont été aménagées sur l'emplacement d'une ancienne chambre qui accueillit Chopin entre 1839 et 1846 pendant sa liaison avec la romancière. Seules les portes capitonnées que George Sand a fait poser à la demande du compositeur, afin qu'il puisse travailler sans être dérangé par les bruits de la maison, sont encore visibles depuis le couloir qui longe le grand escalier.
Quelque temps après sa rupture avec Chopin, George Sand fait réaménager la chambre : elle fait ajouter une cloison pour former deux pièces, dont l'une lui sert de bureau et l'autre de cabinet d'archives. Son bureau, doté d'un parquet à lattes en bois, est encadré par deux grands meubles parallèles adossés aux murs : d'un côté, un meuble abritant ses nombreuses collections liées aux sciences naturelles (squelettes, animaux empaillés, fossiles, insectes, minéraux...) ; de l'autre, une vaste bibliothèque. Le cabinet d'archives est occupé par une série de placards étiquetés longeant les murs, tandis qu'au centre se trouvent une petite table, un canapé et des chaises. Un portrait de Chopin exposé sur la table rappelle l'ancien usage des lieux.
La chambre suivante, appelée « la Chambre Bleue », meublée dans le style Louis XVI, est celle de George Sand, de 1867 jusqu'au jour de son décès en 1876. Précédemment elle avait été celle d'Alexandre Manceau de 1852 à 1864 et après la mort de George Sand, elle est occupée par Aurore Lauth-Sand, jusqu'en 1909.
Le premier étage se termine par le cabinet de toilette de George Sand et une antichambre.

Le premier étage.
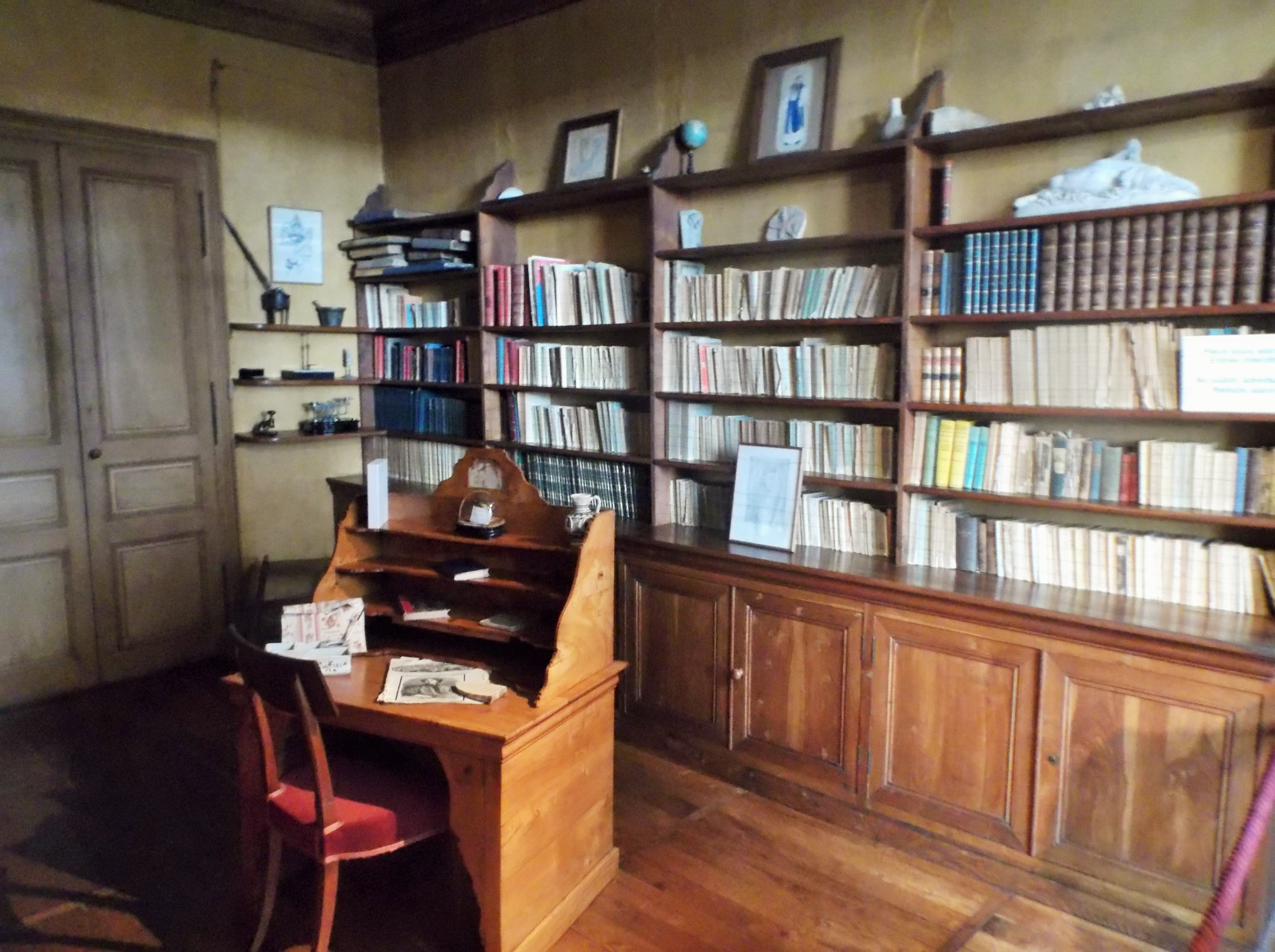
Le cabinet de travail et la bibliothèque utilisés par George Sand vers la fin de sa vie.
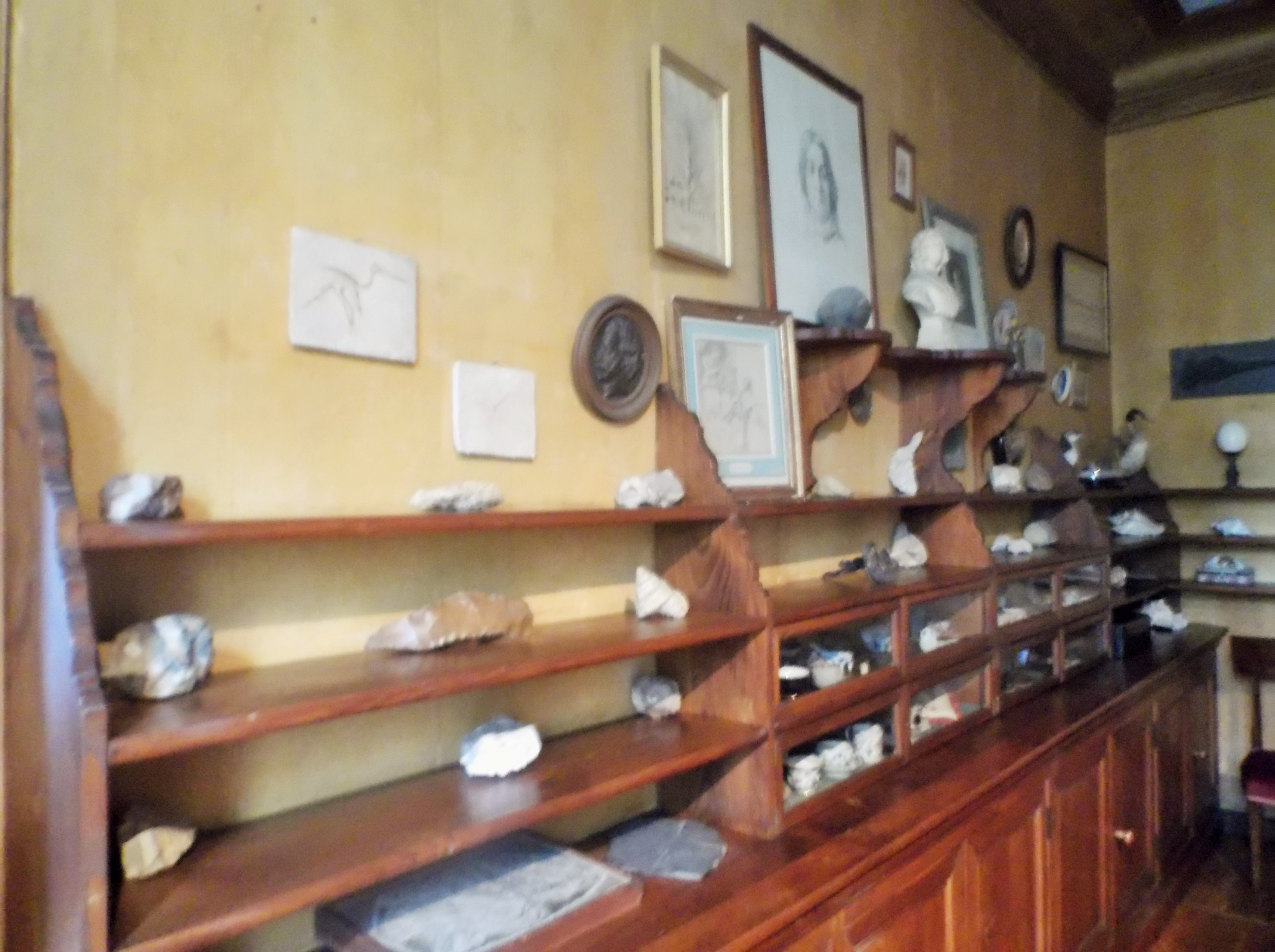
Autre vue du cabinet de travail montrant les collections naturalistes.
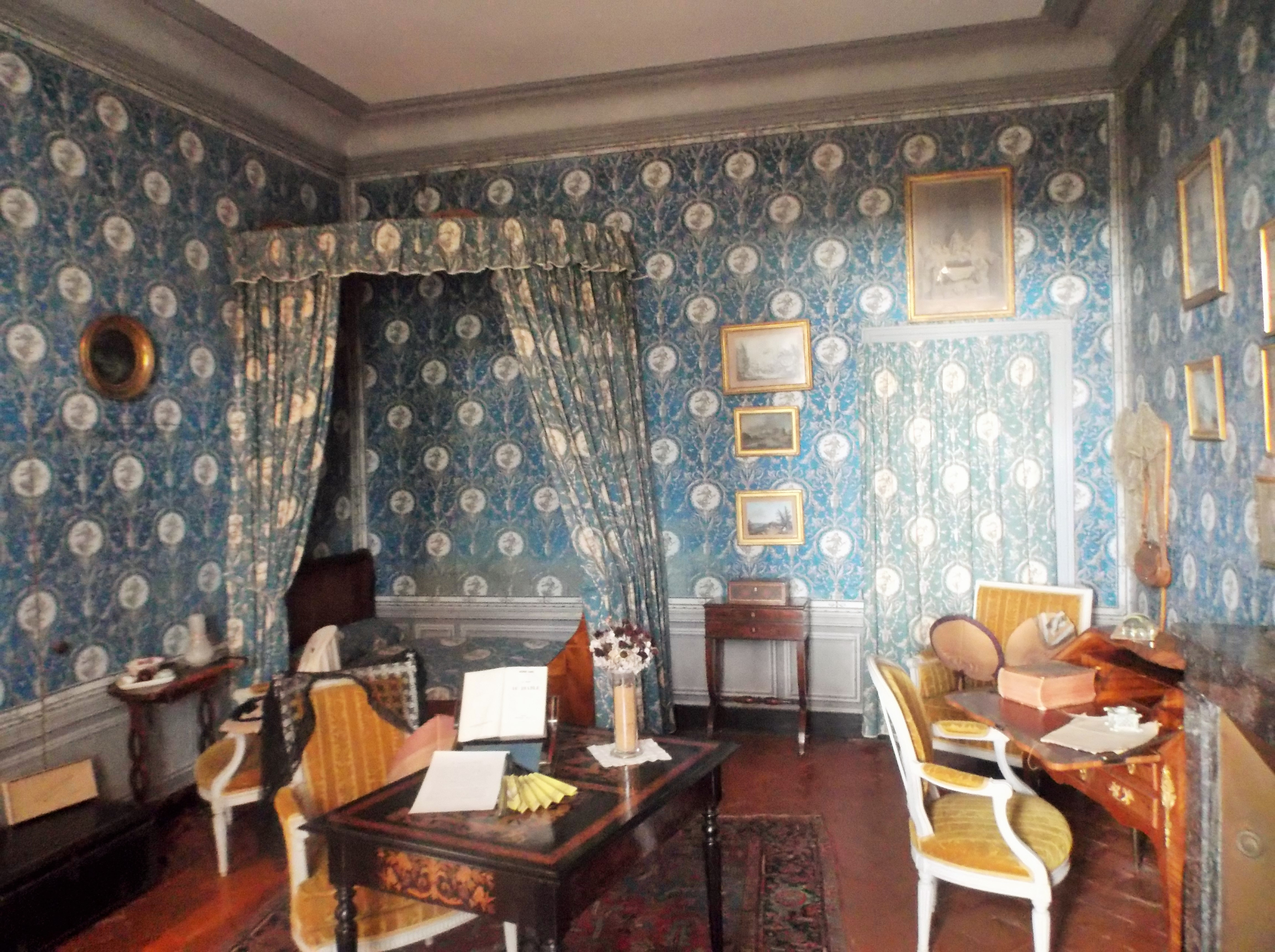
La chambre bleue où George Sand vit à la fin de sa vie.
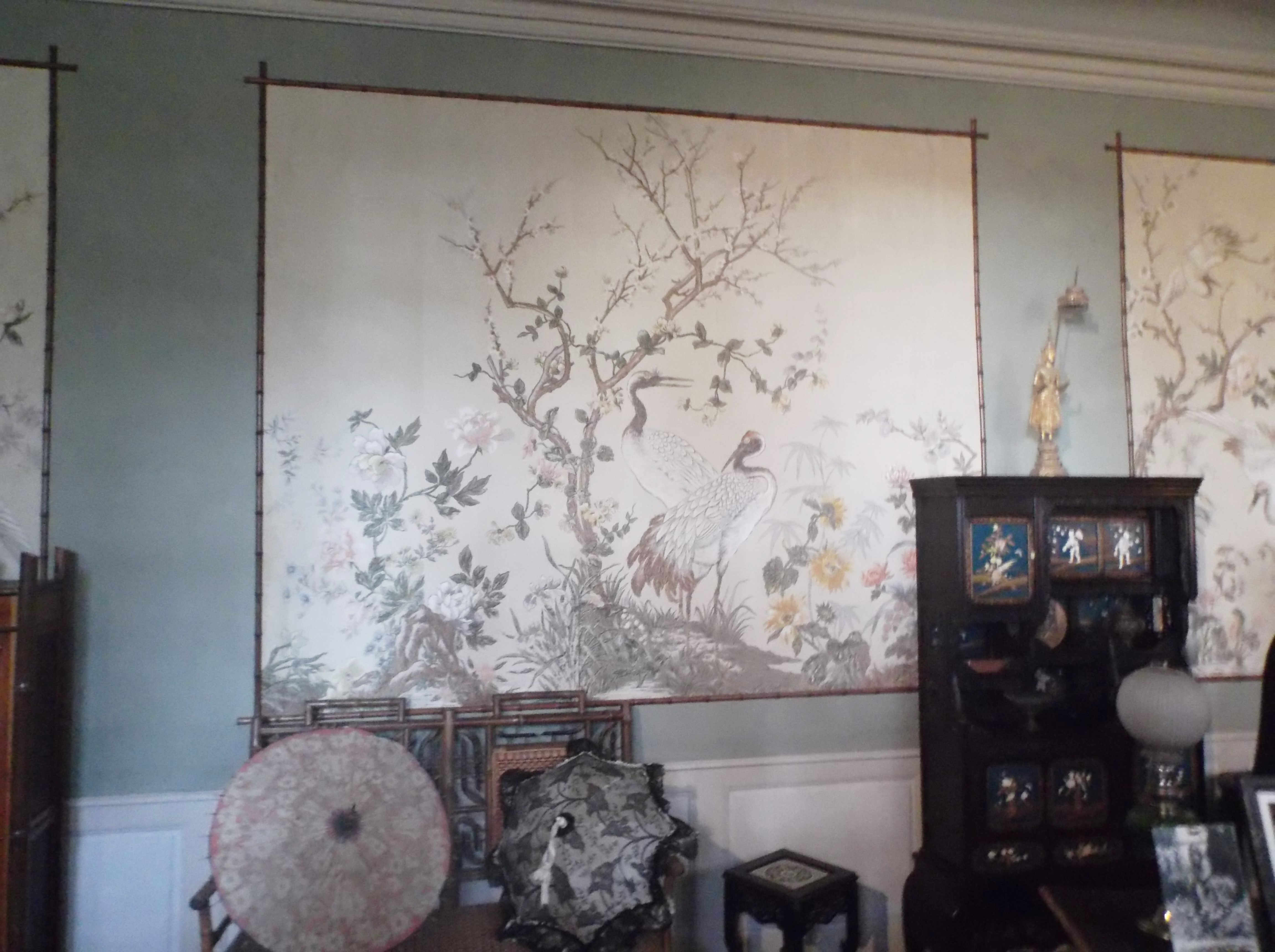
La chambre de Gabrielle Sand avec sa décoration japonaise.

### Le grenier
Au grenier se situe au nord, l'atelier de Maurice Dudevant-Sand, aménagé dans les combles par George Sand et offert à son fils en 1852, où sont exposés les décors du « théâtre des adultes ». En nécessitant l'ouverture d'une haute et grande fenêtre afin de profiter de l'exposition traditionnellement privilégiée pour les ateliers d'artistes, cet aménagement a modifié l'aspect de la toiture, par trois petites lucarnes.

## Jardins
Le parc attenant à la maison de six hectares avec un jardin à la française, est partagé entre parterres fleuris, parc boisé, étang, jardin, verger, potager et roseraie.
Les deux grands cèdres plantés près du bassin à la naissance des enfants de George Sand, Maurice et Solange, sont devant la façade Sud du château et labellisés, Arbres remarquables de France.

Le château de Nohant, hier et aujourd'hui.
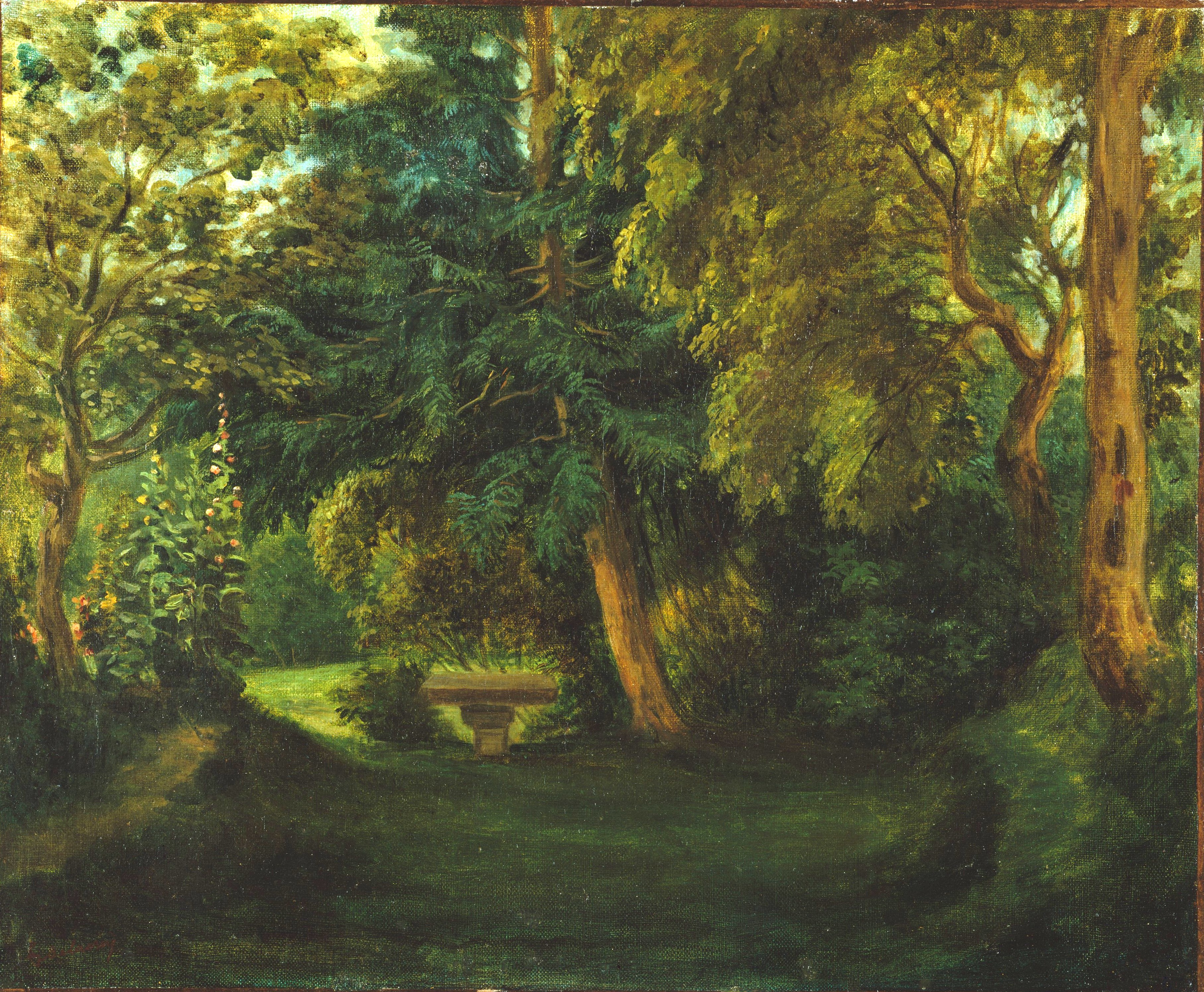
Le domaine de Nohant dans les années 1840 par Eugène Delacroix.
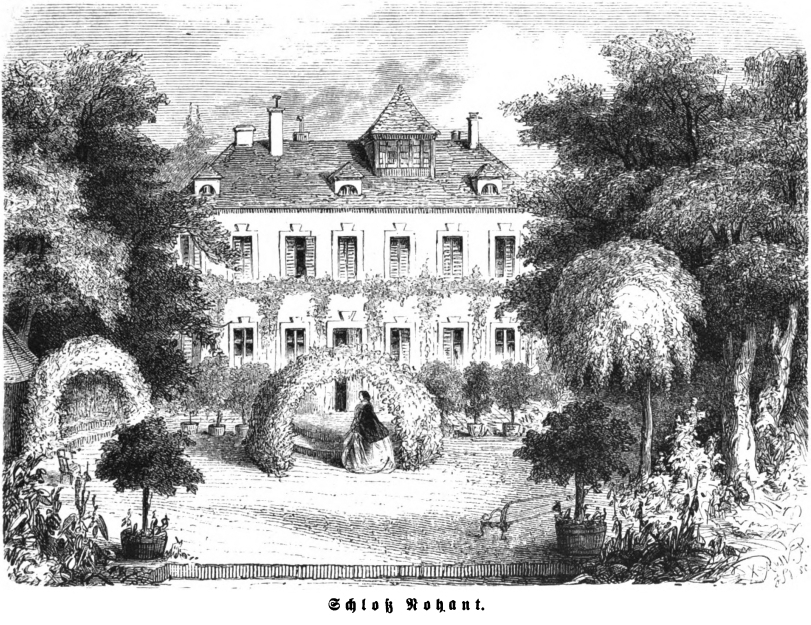
Le domaine en 1864 (gravure allemande).
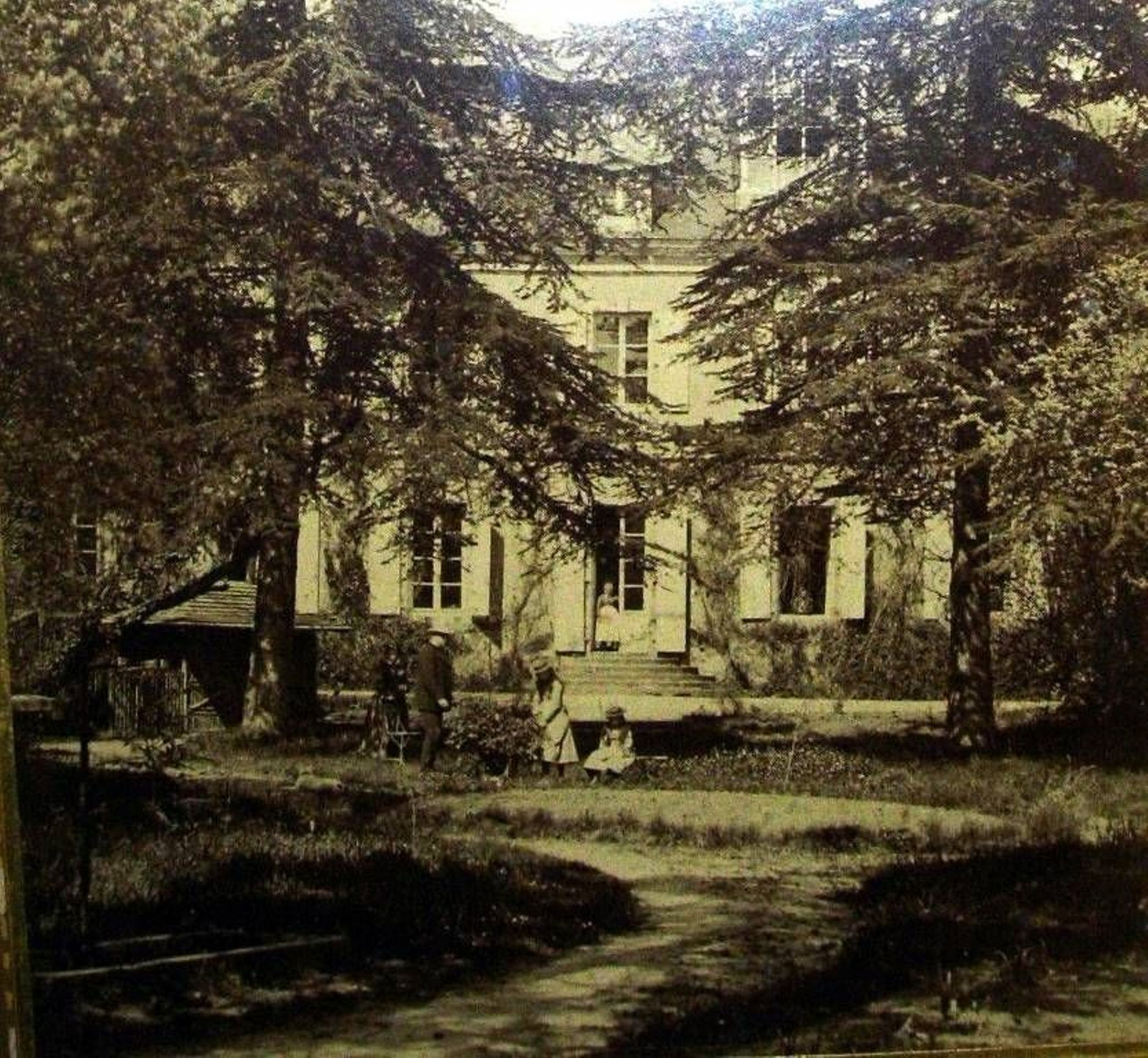
Domaine de Nohant, le 26 avril 1875 avec Lina Calamatta, son époux Maurice Sand et leurs deux filles, Aurore et Gabrielle. Photographie de Placide Verdot (1827-1889).
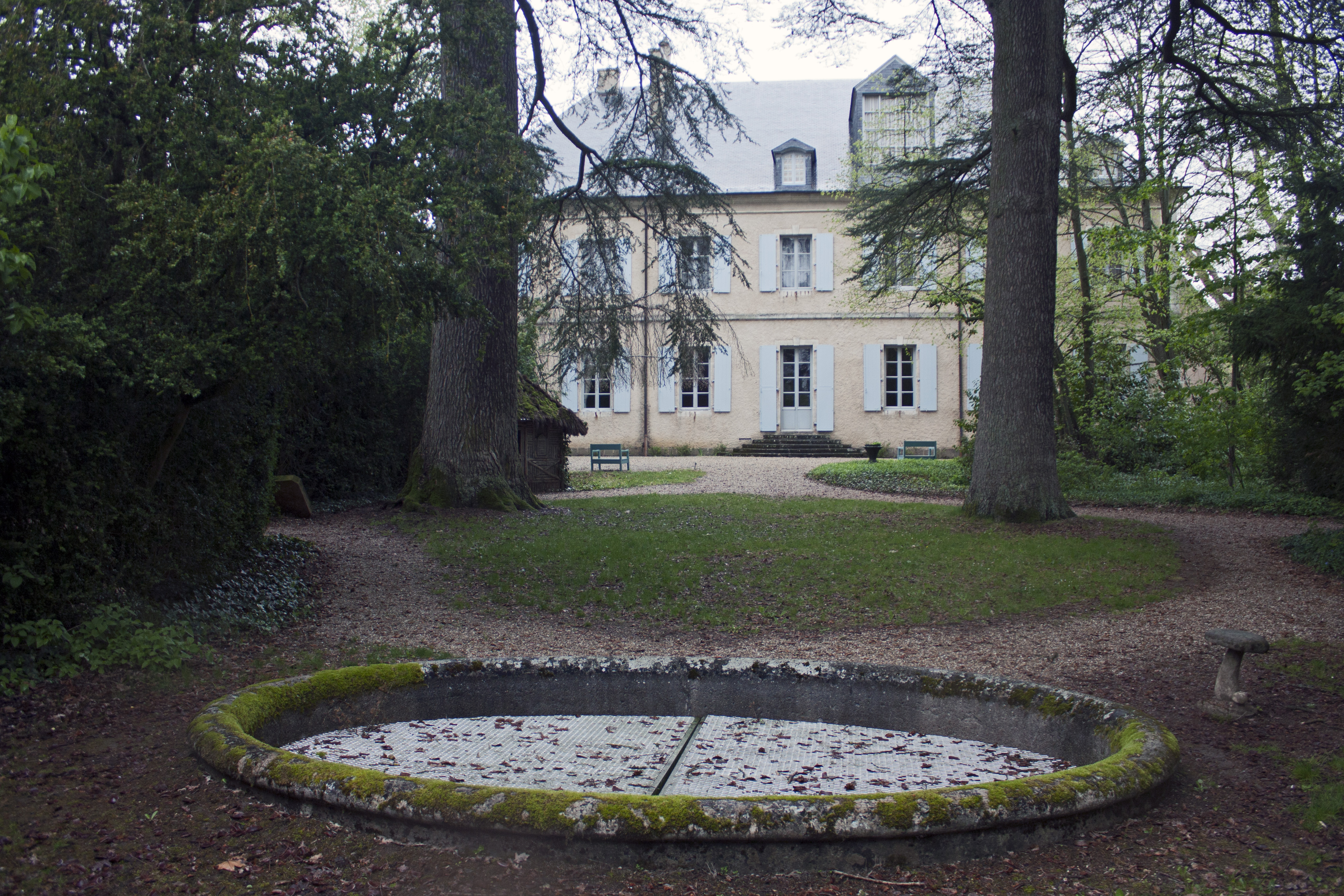
Le parc aujourd'hui sur la façade Sud du château de Nohant avec les deux cèdres plantés à la naissance de Maurice et Solange.
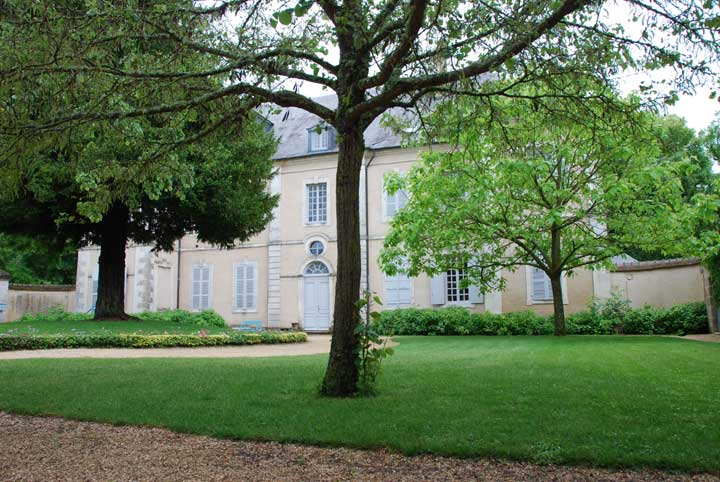
Domaine de George Sand, façade Nord du château.

## Le cimetière familial

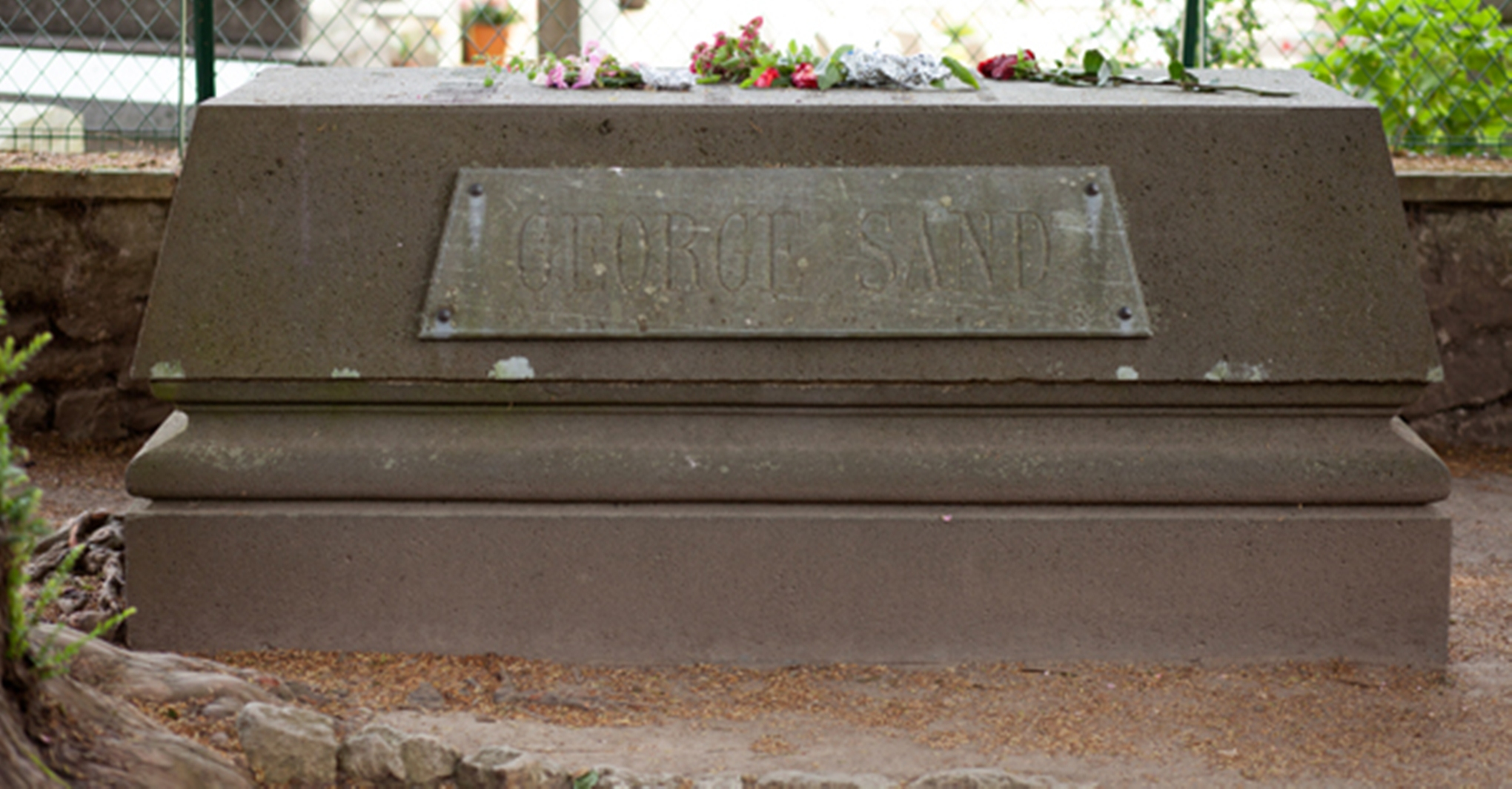
Tombeau de George Sand à Nohant.

La propriété de Nohant jouxte le cimetière communal, où sont inhumés Maurice Dupin de Francueil, père de George Sand, en 1808, puis sa grand-mère Marie-Aurore de Saxe en 1821.
Le 14 janvier 1855 à Paris meurt de maladie — et peut-être du fait de l'imprudence de son père — à l'âge de cinq ans, sa petite-fille Jeanne Gabrielle Solange Clésinger, qui deux jours plus tard est inhumée dans ce cimetière. Le mois suivant, George Sand prend la décision de transformer l'endroit du cimetière où reposent ces quatre membres de sa famille en concession perpétuelle. À cette époque, il règne en effet une certaine confusion lors d'une nouvelle inhumation, et les fossoyeurs ne se préoccupent guère de savoir si un corps occupe déjà l'emplacement choisi, ce qui peut occasionner le déplacement des restes d'une autre personne. Face à cette anarchie, l'idée que le tombeau de sa petite-fille puisse être ainsi profané devient insupportable à George Sand.
Il lui apparaît alors que la seule façon de protéger les sépultures des siens est de privatiser cette partie du cimetière attenante à la propriété familiale, qui obtient ainsi le statut juridique de cimetière particulier, à l'instar des familles seigneuriales dans leur chapelle castrale, ou des Français de confession protestante, interdits depuis 1685 de cimetière catholique « terre consacrée », et inhumés discrètement dans leurs propriétés. La romancière achète un terrain contigu au cimetière appartenant à Jean Brunet et propose de le céder à la commune en échange de l'obtention d'une concession à perpétuité (CAP). Le 27 février 1855, elle charge de cette transaction avec le conseil municipal, son secrétaire et homme d'affaires Émile Aucante, échange foncier qui est validé le 1er mars suivant par le maire, Félix Aulard. Il est vrai que George Sand a fait comprendre à la municipalité qu'elle était prête à demander la fermeture du cimetière pour cause d'insalubrité.
Cet échange permet l'intégration des trois premières tombes de la famille dans un enclos devenu une dépendance du domaine, séparé du cimetière communal par un muret bas et une simple clôture grillagée. Le petit-fils de George Sand, Marc-Antoine Dudevant, mort en bas âge, est inhumé en 1864. Sophie Delaborde, mère de George Sand, est transférée du cimetière de Montmartre à Paris, où elle reposait depuis 1837. Sous un if centenaire, George Sand rejoint les siens en 1876. Elle est suivie par son fils Maurice en 1889, sa fille Solange en 1899, sa belle-fille Lina Calamatta en 1901 et ses deux petites-filles, Gabrielle en 1909 et Aurore en 1961.
Enfin, Edmond Plauchut, écrivain et ami de George Sand, est le seul étranger à la famille admis en ce lieu en 1909. Sa tombe est cependant placée en retrait des autres sépultures avec cette épitaphe gravée sur la dalle funéraire : « On me croit mort, je vis ici ».

## Nohant, George Sand et son domaine aujourd'hui
Les fêtes romantiques de Nohant voient le jour en 1967 et les rencontres internationales Frédéric Chopin en 1996. Pour l'année du bicentenaire de la naissance du musicien en 2010, les deux manifestations se fondent en un seul et unique évènement avec le Festival de Nohant. Ce festival est organisé au mois de juin et juillet de chaque année. Une salle de concert, l'auditorium Chopin, est construite à l'intérieur de la bergerie du domaine. Les travaux se déroulent de septembre 2009 à juin 2010. À l'extérieur, la physionomie d'origine de la bergerie est préservée et les anciennes portes de bois sont restaurées. Parallèlement, la société musicale Les Gâs du Berry prend possession de la cour de ferme en août et présente au public les œuvres régionales.
Un musée au premier étage du bâtiment des calèches est installé avec une exposition permanente des marionnettes de Maurice Sand. L'ensemble de ce bâtiment est aménagé, ce qui amène le déplacement des calèches vers un appentis situé dans la cour de la ferme. Au rez-de-chaussée se trouve un accueil-librairie inauguré le 11 juin 2006, et au second étage le « grenier littéraire ». Ce dernier endroit est un lieu culturel pour les lectures à voix haute, les ateliers d'écriture, les rencontres avec des auteurs et les conférences. L'ancien accueil devient un salon de thé.
Le 27 mai 2016, dans le cadre de l’année franco-russe du tourisme culturel 2016-2017, le Centre des monuments nationaux signe un accord de jumelage entre la maison de George Sand à Nohant et la maison de Léon Tolstoï à Moscou.

### Fréquentation
Au cours du mois d'août 2016, le domaine connaît une hausse de fréquentation de 38 % par rapport aux années précédentes. Un succès que la gérante du château attribue à l'émission Secrets d'Histoire consacrée à George Sand et diffusée au début de ce même mois d'août.
Sur toute l'année 2016, la maison de George Sand a reçu 35 908 visiteurs.

### À la télévision
Plusieurs émissions sont tournées dans le domaine en 2016 : 
- George Sand, libre et passionnée dans Secrets d'Histoire (saison no 10), présenté par Stéphane Bern et diffusé le 2 août 2016 sur France 2[33].
- George Sand, la rebelle de Nohant dans Une maison, un écrivain, (saison no 4, épisode no 8), présenté par Patrick Poivre d'Arvor et diffusé le 14 août 2016 sur France 5. Réalisation : Marie-Christine Gambart. Participants : Caroline Loeb (artiste), Georges Buisson (conservateur du domaine de Nohant de 2001 à 2010), Yves Henry (pianiste et compositeur) et Aurore Lauth-Sand (petite-fille de George Sand, extraits de l'entretien télévisé du 8 août 1961)[34].

#### Notices et ressources
- Ressource relative à l'architecture :   - Mérimée
- Ressource relative à la musique :   - MusicBrainz